# Перано
Пера̀но (на италиански: Perano) е село и община в Южна Италия, провинция Киети, регион Абруцо. Разположен е на 256 m надморска височина. Населението на общината е 1717 души (към 2010 г.).